# Jack Sears
Jack Sears (ur. 16 lutego 1930 w Northampton, zm. 7 sierpnia 2016) – brytyjski pisarz, biznesmen i kierowca wyścigowy.

## Kariera
Sears rozpoczął międzynarodową karierę w wyścigach samochodowych w 1958 roku od startów w British Saloon Car Championship, gdzie zdobył mistrzowski tytuł. W późniejszych latach Brytyjczyk pojawiał się także w stawce Formuła 2 Vanwall Trophy, Formuła 2 Crystal Palace Trophy, European Touring Car Championship, 24-godzinnego wyścigu Le Mans i innych wyścigów zaliczanych do klasyfikacji Mistrzostw Świata Samochodów Sportowych.